# Zero Gravity
«Zero Gravity» (en español «Gravedad Cero») es una canción de la cantante Kerli. Fue lanzado oficialmente el 20 de marzo de 2012 por el Grupo de Island Def Jam Music en iTunes, Amazon.com y otras tiendas digitales de los medios de comunicación. La canción se inspira pesado de turismo espacial, el aire y más prominente, silfos,  como se refleja en el video musical que se estrenó el 22 de marzo.  La canción es acerca de "la fusión con el espíritu, llegando a ser todo amor." 
"Zero Gravity" debutó en el número 32 en Billboard Hot Dance Club Songs tabla para la semana del 28 de abril de 2012.  Durante su octava semana en el gráfico, la canción alcanzó el número 6 para la semana del 16 de junio.

## Recepción
Kerli canto "Zero Gravity" durante una actuación en Chicago en agosto de 2011 y una demo de la versión de estudio se estrenó en la estación de radio de Seattle C89.5 el 2 de septiembre de 2011. El 6 de marzo de 2012, se estrenó la C89.5 versión final de la canción.

## Composición
Kerli recordó haber pensado a sí misma al enterarse de turismo espacial, específicamente el proyecto de Richard Branson (quien admira Kerli) "¡Esto es increíble! ¿Quién hubiera sabido que puede ser testigo de esto durante toda mi vida? Yo debería escribir una canción sobre esto y que debe ser llamado "Zero Gravity". Kerli comenzó a escribir la canción poco antes de abandonarla. Un año más tarde, Kerli estaba programado para dos sesiones de estudio, mientras que en Estocolmo. Con sólo cinco horas restantes en la segunda sesión, Kerli "había dado un poco de lado la idea de que cualquier productor en realidad tendría [ella] y se convierten en [su] alma gemela musical" antes de conocer a sus "productores favoritos y amigos para toda la vida", Svante Halldin y Jakob Hazell  (el equipo conocido como "SeventyEight" ).  Kerli jugó para ellos la canción Wolfgang Gartner "basura espacial" (2010), indicando que ella "quería canalizar esa, sino también mezclar un poco etéreo elementos en eso. Algo así como Enya o la música clásica. Algo que suena como los ángeles en ácido ". La canción se terminó en las últimas horas de la sesión. 
Kerli declaró la letra de la canción fueron escritas en "el honor del" espíritu del aire, sílfide, y esa canción es acerca de "la fusión con el espíritu, y cambiará a amor", sin dejar de decir que "[ame] el elemento aire y poco parece que hay algo que sigue apareciendo a lo largo de la música [que hace] ". 

Esperamos que pueda sentir el amor cuando lo escuchas porque eso es honestamente la única emoción que estoy un poco en traer al mundo en este momento. Esperemos que vas a venir en este viaje conmigo porque nuestro potencial como seres espirituales, no tiene límites y que estamos destinados a ser hermosa, llena de alegría y celebrar cada momento de estar vivo. Nos dan aliento cuando nacemos y es quitado de nosotros cuando muramos, así que no quiero perder el tiempo sin sentir, dar y recibir todo lo bueno que hay.

La canción tiene una sensación synthpop fuerte con elementos del pop sueño. Se inicia con un acorde de piano simple 10-nota antes de ser recogido por un golpe del tambor Synthy. El coro pre-dispone de una vertiginosa hacia arriba y hacia abajo antes de sentir el coro fusiona el ritmo del tambor con el acorde de piano y algunos sintetizadores más prominentes. El segundo coro se encuentra un bajo bamboleo dubstep-como antes del puente trae una pesada sensación de mareo asumir la pre-coro, también contiene una gota, inspirándose más lejos de dubstep. La canción termina con el acorde de piano.

## Recepción de la crítica
"Zero Gravity", recibió críticas positivas de los críticos. Bill Lamb de About.com llamó Zero Gravity "pop dance sencillo", diciendo que "la imagen del vídeo que lo acompaña es más singular". Bradley Stern de MTV llamado la canción "un viaje" y lo comparó con la canción Alexandra Burke "Elephant".

## Posiciones e impacto
"Zero Gravity" debutó en el número 32 en el Billboard Hot Dance Club Songs chart, que previamente "Army of Love" alcanzó el puesto número 1. "Zero Gravity" alcanzó el número 6 en su octava semana en el chart.

## Video
El video musical se estrenó el 22 de marzo de 2012. Está dirigida por el director canadiense Isocianu Alon. El video comienza con Kerli colgando cabeza desde el interior de un capullo en un bosque, dos sílfides vagar por y sacarla del mismo. La escena corta a cantar Kerli encima de las nubes en el cielo antes de cortar de nuevo a ella, ahora en casa, con los dos sílfides que su arreglo personal. Unos cortes de escena que ofrecen nuevas Kerli como un personaje que llamó "la princesa del cielo" actuar delante de otro personaje interpretado por ella misma, "Geisha Cósmico". Después de la actuación, Kerli camina fuera del escenario para reunirse con ella. Cada uno de ellos mantenga sus brazos antes de que la esfera brillante en medio de ellos explota.
En agosto de 2012, el vídeo ha recibido más de 1,9 millones de visitas en YouTube.

## Posicionamiento
| Listas (2012)                         | Posición más alta |
| ------------------------------------- | ----------------- |
| Estados Unidos (Hot Dance Club Songs) | 6                 |
| Estonia (Eesti Top 40)                | 14                |